# 5183 Robyn
5183 Robyn este un asteroid din centura principală de asteroizi.

## Descriere
5183 Robyn este un asteroid din centura principală de asteroizi. A fost descoperit pe 22 iulie 1990 la Observatorul Palomar de Eleanor Francis Helin. Asteroidul prezintă o orbită caracterizată de o semiaxă mare de 2,57 ua, o excentricitate de 0,11 și o înclinație de 14,8° în raport cu ecliptica.